# Wilhelm Molly
Wilhelm Molly (Blasbach (Wetzlar), 25 oktober 1838 - Neu-Moresnet, 18 februari 1919) was een Duits arts die zich inzette voor de autonomie van de dwergstaat Neutraal Moresnet.

## Levensloop
Molly werd in 1838 geboren in het Duitse Blasbach. Hij behaalde zijn diploma in medicijnen met een doctoraalscriptie over strottenhoofdontsteking en vond aanvankelijk werk als legerarts van Koblenz. In 1863 verhuisde hij naar Neu-Moresnet en trad hij in dienst als bedrijfsarts van het zinkmijnbedrijf Vieille-Montagne in de dwergstaat Neutraal Moresnet. Daarnaast werd hij huisarts van de hoofdstad Kelmis, adviseur van de burgemeester en uiteindelijk ook locoburgemeester. Op 4 februari 1864 trouwde hij met Johanna Bender uit Koblenz.
In Neutraal Moresnet wist Molly een dreigende cholera-epidemie de kop in te drukken en verzorgde hij thuiszorg aan de armsten. Hij maakte zich al snel populair bij het volk en stond bekend als "de mensenvriend". Tijdens de Duitse Oorlog en de Frans-Duitse Oorlog diende hij als legerarts in het Pruisische leger. Bij zijn terugkomst in Neutraal Moresnet begon hij zich in te zetten voor de autonomie van de dwergstaat.
Molly was een verwoed postzegelverzamelaar en richtte in 1886 met enkele gelijkgestemden het nutsbedrijf Verkehrs Anstalt Moresnet op. Het bedrijf begon zeldzame postzegels uit te geven als een symbolische onafhankelijkheidsverklaring, maar het initiatief hield na afkeuring van de Belgische en Duitse regering op te bestaan. In 1908 poogde hij samen met Gustave Roy van Neutraal Moresnet een Esperantostaat te maken, maar ook dit plan mislukte.
Molly overleed in 1919, terwijl er in Parijs werd onderhandeld over de aanstaande overdracht van Neutraal Moresnet aan België. Hij ligt begraven aan de evangelische kerk van Neu-Moresnet.